# Dynastar (générateur)
Pour les articles homonymes, voir dynastar.
La dynastar (parfois orthographiée plus correctement Dynastart, un mot-valise regroupant Dynamo et Starter - démarreur) a longtemps été utilisée comme démarreur sur les automobiles de luxe, mais aussi sur des voitures simples comme des BMW des années 1950 ou 1960 ou des NSU.
Une dynamo, générateur de courant continu, peut fonctionner comme moteur à courant continu moyennant certaines adaptations (principalement un second jeu de balais sur le collecteur et un relais spécial). Ce type de générateur, claveté directement sur le vilebrequin fait aussi office de volant d'inertie.
Outre les voitures allemandes des années 1950 elle a été également utilisée par la firme motocycliste Yamaha sur certaines petites motos 2 temps de la fin des années 1970 (125 et 175 cm3 Tout Terrain monocylindre DT 125 /175 et 200 cm3 routière bicylindre RD200). Cette dynastart (fabriquée par Hitachi) permettait un démarrage presse-bouton, sans kick et sans compliquer la cinématique mécanique du bloc moteur.
En effet, elle était directement accouplée en ligne avec le vilebrequin du moteur à explosion, mettant celui-ci en rotation sans aucun bruit. À partir d'un régime moteur de 800 tr/min environ, celle-ci passe en mode dynamo.